# Chaharmahal và Bakhtiari (tỉnh)
Tỉnh Chahar Mahaal và Bakhtiari (tiếng Ba Tư: استان چهارمحال و بختیاری, Ostān-e Chahār-Mahāl-o Bakhtiyārī) là một trong 31 tỉnh của Iran. Nó nằm ở phần phía Tây Nam của đất nước. Tỉnh lỵ là Shahrekord. Tỉnh có diện tích 16.332  km², dân số năm 2006 là 857.910 người, mật độ dân số người/ km². Tỉnh có huyện. Tỉnh có 7 huyện.